# Batalla de Beirut (1912)

Esquema de la batalla.

La batalla de Beirut fue un combate naval que se libró ante la costa de Beirut durante la guerra ítalo-turca. El temor italiano de que los barcos otomanos anclados en Beirut pudiesen bloquear el acceso al canal de Suez hizo que el mando decidiese destruirlos. Dos cruceros acorazados italianos hundieron una corbeta y seis barcazas, se retiraron, volvieron y hundieron luego un buque torpedero el 24 de febrero de 1912.
El ataque eliminó la presencia naval otomana de la región y aseguró el acceso italiano al canal de Suez. El bombardeo naval italiano no solo destruyó las naves enemigas, sino que causó estragos en la ciudad de Beirut.

## Antecedentes
El ejército italiano temía que los barcos de la Armada otomana en el Mediterráneo atacasen los abastos y tropas que marchaban al África Oriental Italiana. El contraalmirante Paolo Thaon di Revel recibió la orden de impedirlo, eliminando para ello los barcos enemigos que se encontrasen en la rada de Beirut. Contó para la misión con dos cruceros acorazados: el Giuseppe Garibaldi y el Francesco Ferruccio, ambos de la clase Giuseppe Garibaldi y armados con dos cañones de diez pulgadas situados en torretas, diez de seis pulgadas, seis de cuatro con siete pulgadas, diez de seis libras, diez de una libra, dos ametralladoras Maxim y cinco tubos torpederos.
Por su parte, los otomanos tenían en Beirut una corbeta, la Avnillah y el torpedero Angora. Este era un barco relativamente nuevo, botado en 1906 y armado con dos cañones de treinta y siete milímetros, dos tubos torpederos de catorce pulgadas y dos torpedos por tubo. El Avnillah, por el contrario, era una antigua corbeta blindada construida en 1869. Había sido remozada en 1907 y se le había añadido cuatro cañones de tres pulgadas y ocho de seis libras. Contaba además con un tuvo torpedero de catorce pulgadas. Así, la potencia de fuego de la escuadra italiana era muy superior a la otomana.

## Batalla

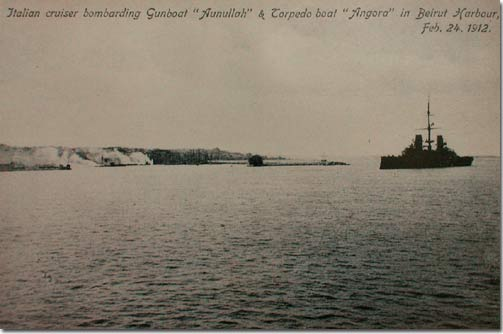
Un crucero italiano bombardeando a los barcos enemigos anclados en el puerto de Beirut

Los dos cruceros italianos arribaron ante el puerto enemigo e hicieron un disparo de fogueo a los barcos anclados en la rada. El jefe de flotilla otomana, que se hallaba a bordo de la Avnillah, despachó una lancha a parlamentar con los buques enemigos. Mientras, ordenó  al Angora que se colocase junto al muelle. La lancha volvió a las siete y media con un ultimátum del contraalmirante Di Revel para el valí de Beirut  en el que se le exigía la entrega de los dos barcos de guerra antes de las nueve de la mañana. El mensaje llegó a su destinatario a las ocho y media, que se avino a ello, pero no tuvo tiempo de dar la orden antes del plazo fijado por el enemigo. Por consiguiente, los italianos emprendieron el bombardeo de los barcos otomanos a las nueve.
Los italianos dispararon contra la corbeta enemiga a seis kilómetros de distancia. Los otomanos trataron en vano de defenderse hasta las 9:35, cuando los proyectiles italianos incendiarron la corbeta. Los estragos causados por el bombardeo y la inferioridad de fuego hicieron que finalmente la Avnillah izase la bandera blanca y que la tripulación la abandonase. Entonces el Garibaldi se acercó al puerto y atacó al Angora a una distancia de seiscientos metros, aunque el cañoneo no logró averiarlo. Disparó además un torpedo para destruir totalmente la Avnillah, que se desvió e impactó en unas barcazas cercanas, de las cuales hundió seis. El crucero disparó un segundo torpedo que dio de lleno en la corbeta, que se hundió hacia las once en las someras aguas del puerto; los cruceros italianos se retiraron hacia el norte. Volvieron hacia las 13:45 y reanudaron el ataque a las naves enemigas. El único navío de guerra aún en condiciones de combatir era  el Angora, al que empezó a bombardear el Ferruccio, que lo hundió tras tres minutos de castigo. A continuación, los buques italianos se alejaron con rumbo oeste.

## Consecuencias

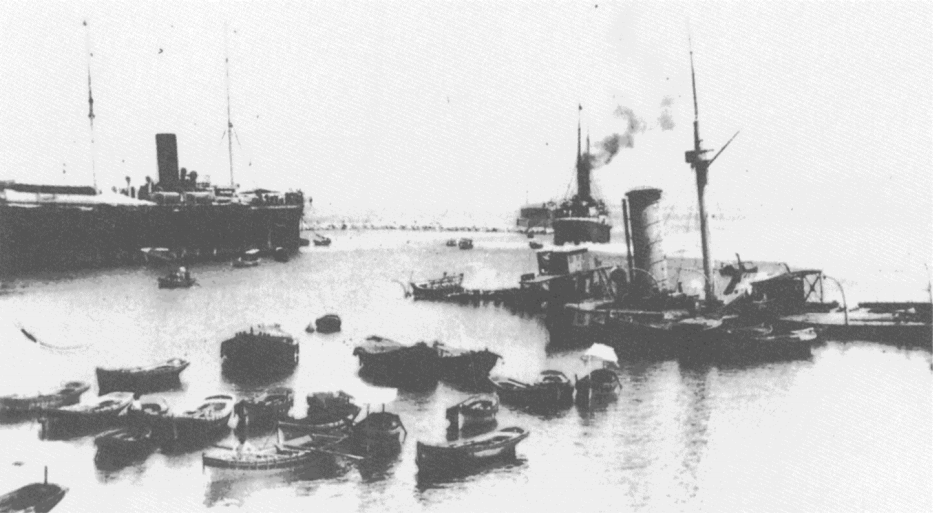
El pecio del Avnillah en el puerto de Beirut.

El ataque italiano acabó con las fuerzas navales otomanas de Beirut, eliminó la amenaza a los transportes que cruzaban el Mediterráneo oriental y garantizó que Italia gozase del dominio del Mediterráneo meridional durante el resto de la guerra. Por añadidura, infligió copiosas bajas a los otomanos. Los dos navíos de guerra fondeados en Beirut habían sido hundidos y tan solo en el Avnillah fallecieron cincuenta y uno de sus tripulantes y otros diecinueve resultaron heridos. Por su parte, los italianos no sufrieron bajas ni desperfectos, pues ningún proyectil enemigo alcanzó a los cruceros. La ciudad también sufrió estragos por el bombardeo italiano. Las balas perdidas del bombardeo desataron varios incendios que destruyeron varios bancos y parte de la aduana, entre otros edificios. El bombardeo y los incendios consiguientes causaron la muerte de sesenta y seis civiles fueron y cientos de heridos.
El Gobierno otomano ordenó cuatro días después a los valiatos de Beirut, Alepo y Damasco que expulsasen a los ciudadanos italianos que se encontrasen en ellos, más de sesenta mil, como represalia por el ataque. Pese a ello, la superioridad naval obtenida les permitió a los italianos enviar refuerzos a Eritrea sin temer posibles acometidas de la Armada enemiga, por lo que se considera que la batalla fue una victoria táctica y estratégica para Italia.